# Entosthodon physcomitrioides
Entosthodon physcomitrioides är en bladmossart som beskrevs av Mitten 1859. Entosthodon physcomitrioides ingår i släktet koppmossor, och familjen Funariaceae. Inga underarter finns listade i Catalogue of Life.